# Thomas Thors
Thomas Thors (født 28. juli 1949 i Hellerup) er en dansk læge, erhvervsleder og socialdemokratisk tidligere borgmester på Bornholm.

## Baggrund
Thors er uddannet cand.med. fra Københavns Universitet.

## Politisk karriere
Thomas Thors var Bornholms Regionskommunes første borgmester fra 2003 til december 2005. Inden kommunesammenlægningen 1. januar 2003 var han siden 1998 borgmester for Rønne Kommune.
Fra 4. januar 2021 blev han igen borgmester i Bornholms Regionskommune efter tidligere borgmester Winni Grosbølls fratrædelse ved årsskiftet. Da kommunalbestyrelsen ikke kunne nå at mødes inden årsskiftet, blev viceborgmesteren, Enhedslistens Morten Riis dog midlertidigt valgt til borgmester, hvilket han var fra 1. til 4. januar 2021. Her sad han året ud, hvorefter Jacob Trøst blev overdraget borgmesterposten.